# Републикански път III-7602
Републикански път IIІ-7602 е третокласен път, част от Републиканската пътна мрежа на България, преминаващ по територията на Хасковска и Ямболска област. Дължината му е 46,4 km.
Пътят се отклонява надясно при 19,1 km на Републикански път II-76 в северната част на град Тополовград и се насочва на север през западната, хълмиста част на Елховското поле. Слиза в долината на Синаповска река (десен приток на Тунджа), пресича реката, навлиза в Ямболска област и започва постепенно изкачване по южния склон на Манастирските възвишения. След село Голям манастир пътят пресича източната част на възвишенията и при село Крумово слиза в западната част на Ямболското поле. Минава през село Генерал Инзово и в центъра на село Роза се свързва с Републикански път III-536 при неговия 11,4 km.
| Пътища, отклоняващи се надясно (населено място, № на пътя, посока на пътя) | km   | Пътища, отклоняващи се наляво (посока на пътя, № на пътя, населено място) |
| -------------------------------------------------------------------------- | ---- | ------------------------------------------------------------------------- |
| Община Тополовград, Област Хасково, II-76, 19,1 km, гр. Тополовград →      | 0,0  | → гр. Тополовград, 19,1 km, II-76, Област Хасково, Община Тополовград     |
| (за с. Чукарово) общински път ←                                            | 6,9  | → общински път (за с. Доброселец)                                         |
| Община Тунджа, Област Ямбол                                                | 9,3  | Област Ямбол, Община Тунджа                                               |
| (от гр. Елхово) III-7008, 22,2 km, с. Голям манастир →                     | 20,0 | → с. Голям манастир, 22,2 km, III-7008 (до с. Скалица)                    |
|                                                                            | 30,4 | → общински път (за с. Миладиновци)                                        |
| с. Крумово                                                                 | 31,6 | с. Крумово                                                                |
| с. Генерал Инзово                                                          | 36,6 | → с. Генерал Инзово, общински път (за с. Видинци)                         |
| (за с. Тенево) общински път, с. Генерал Инзово ←                           | 37,6 | с. Генерал Инзово                                                         |
| (от гр. Ямбол) III-536, 11,4 km, с. Роза →                                 | 46,4 | → с. Роза, 11,4 km, III-536 (до 125,1 km на II-55)                        |